# 조리스카를 위스망스
조리스-카를 위스망스(프랑스어: Joris-Karl Huysmans, 본명: Charles-Marie-Georges Huysmans, 1848년~1907년)는 프랑스의 소설가·미술비평가이다. 졸라의 제자로서 <바타르 자매>(1879) 등을 쓴 후 <거꾸로(À rebours)>(1884)의 탐미주의, <저 아래로(Là-bas)>(1891)의 악마주의를 경유, 중세 가톨릭교에 심취하여 <출발(En route)>(1895), <대성당(大聖堂; La cathédrale)>(1898), <수련자(L'Oblat)>(1903) 등에 의하여 가톨릭교의 음악·건축·제식(祭式) 등의 징표(徵表)를 연구하여 20세기 초엽 혼미한 영혼을 바로잡을 길을 보여줌과 동시에 중세의 신앙과 문화를 여실히 재현하였다.

## 같이 보기
- 라살레트의 성모
- 오스카 와일드
- 아서 시먼즈